# Holaszowice
Holaszowice (cz. Holašoviceⓘ, niem. Hollschowitz) – wieś w Czechach, w kraju południowoczeskim, w powiecie Czeskie Budziejowice. Wchodzi w skład gminy Jankov. Wieś zamieszkuje około 140 mieszkańców.
Holaszowice są przykładem dobrze zachowanej środkowoeuropejskiej wioski, zachowującej średniowieczny układ urbanistyczny. Znajdują się tu liczne przykłady XVIII i XIX-wiecznych budynków w stylu tzw. południowoczeskiego wiejskiego baroku.

## Historia
Archeolodzy datują osadnictwo na tym terenie już od epoki neolitu. Słowianie zasiedlili je w IX-X wieku. Pierwsza wzmianka o miejscowości pochodzi z 1263 roku. W roku 1292 król Wacław II przekazał wieś klasztorowi cystersów z Wyższego Brodu. Holaszowice pozostały jego własnością do 1848 roku. W latach 1520–1525 wieś nawiedziła dżuma, która pozbawiła życia niemal wszystkich mieszkańców. Zakonnicy do opustoszałej wioski stopniowo sprowadzali osadników z Austrii i Bawarii. Holaszowice były głównie niemieckojęzyczną enklawą wewnątrz Czech do czasu wysiedlenia stąd niemieckich mieszkańców pod koniec II wojny światowej. W czasie reżimu komunistycznego wioska była opustoszała. Ponowne zasiedlenie nastąpiło w 1990 roku.

## Obiekty
W Holaszowicach znajdują się 22 murowane gospodarstwa, kaplica św. Jana Nepomucena z 1755 roku, staw rybny, tereny zielone.

## UNESCO
Wieś Holaszowice z późnobarokową wiejską zabudową została zapisana na liście światowego dziedzictwa UNESCO w 1998 roku.